# Fredsbergs landskommun
Fredsbergs landskommun var en tidigare kommun i dåvarande Skaraborgs län.

## Administrativ historik
Kommunen inrättades i Fredsbergs socken i Vadsbo härad i Västergötland när 1862 års kommunalförordningar trädde i kraft.  
Vid Kommunreformen 1952 uppgick kommunen i Töreboda köping som 1971 uppgick i Töreboda kommun.

## Politik

### Mandatfördelning i Fredsbergs landskommun 1946
| 5 | 11 | 1 | 3 |

| 18 |